# Cosswiller
Cosswiller (deutsch Koßweiler) ist eine französische Gemeinde mit 575 Einwohnern (Stand 1. Januar 2021) im Département Bas-Rhin in der Europäischen Gebietskörperschaft Elsass und in der Region Grand Est. Sie ist Mitglied des Gemeindeverbands Mossig et Vignoble.

## Geografie
Cosswiller liegt am Rand der Nordvogesen. Der Ortskern liegt in dem Tal des Sathbaches, 4,5 Kilometer von Wasselonne entfernt und 26 Kilometer nordwestlich von Straßburg, umgeben von den Nachbargemeinden Romanswiller, Westhoffen und Allenwiller. Das Biosphärenreservat Pfälzerwald-Vosges du Nord liegt etwa 15 Kilometer entfernt in nördlicher Richtung. Cosswiller liegt in einem Risikobereich bezüglich möglicher Überschwemmungen der Mossig. Im Dezember 1999 kam es zu Überschwemmungen und Erdrutschen während des Orkans Lothar und der nachfolgenden Unwetter. Die Mossig führte besonders starkes Hochwasser in den Jahren 1983, 1990, 2001 und 2004. Im Januar 2004 stand der Ortseingang von Cosswiller unter Wasser.

## Geschichte
Cosswiller wurde 1287 („Cotzwilre“) erstmals schriftlich erwähnt.
Im Dreißigjährigen Krieg (1618–1648) wurde die Bevölkerung der Ortschaft stark dezimiert. Die Seigneurs von Cosswiller waren Protestanten. Sie riefen Familien aus der Schweiz auf, nach Cosswiller zu ziehen und das Dorf wieder aufzubauen. Deshalb gehören die Bewohner Cosswillers der Reformierten Kirche an.
1793 erhielt Cosswiller im Zuge der Französischen Revolution (1789–1799) als Cossweiller den Status einer Gemeinde und 1801 als Cosswiler das Recht auf kommunale Selbstverwaltung. 1871 wurde die Gemeinde wegen Gebietsveränderungen durch den Verlauf des Deutsch-Französischen Kriegs (1870–1871) in das neu geschaffene Reichsland Elsaß-Lothringen des Deutschen Reiches eingegliedert und erhielt den deutschen Namen „Koßweiler“. Das Reichsland Elsaß-Lothringen bestand bis zum Ende des Ersten Weltkriegs (1914–1918) und wurde danach aufgelöst. Die Gemeinde gehörte daraufhin wieder zu Frankreich und wurde wieder in Cosswiller umbenannt.
Cosswiller gehörte dem 1992 gegründeten Gemeindeverband Communauté de communes des Coteaux de la Mossig an, der 2017 in der Communauté de communes de la Mossig et du Vignoble aufging.

### Bevölkerungsentwicklung
| Jahr                       | 1962 | 1968 | 1975 | 1982 | 1990 | 1999 | 2006 | 2013 | 2021 |
| Einwohner                  | 286  | 309  | 324  | 372  | 430  | 513  | 549  | 570  | 575  |
| Quellen: Cassini und INSEE |      |      |      |      |      |      |      |      |      |

## Kultur und Sehenswürdigkeiten
Das Gebäude der reformierten Kirche wurde in den Jahren 1818 bis 1819 erbaut, mit der Auflage, es solle mehr einem Wohnhaus als einer Kirche ähneln. Der Glockenturm wurde 1843 angefügt. Die Fensterrahmen und Türflügel stammen aus der Bibliothek von Marmoutier und sie wurden wahrscheinlich im 18. Jahrhundert gefertigt. Das Gebäude steht auf den Fundamenten einer älteren Kirche aus dem 12. oder 13. Jahrhundert, von der schon 1820 nur noch die Ruine des Eingangsturms erhalten war.
Seit den 1990er Jahren stellt das Heliodome einen neuen Anziehungspunkt dar: ein bioklimatisches Privathaus aus Holz, Glas und Beton.
|  |  |  |

## Wirtschaft und Infrastruktur
Cosswiller ist der Hauptlieferant von Trinkwasser des Wasserverbands Kochersberg. Es gibt mehrere Handwerksbetriebe und mehrere Landgasthöfe im Ort. In den letzten Jahren wurde eine neue Grundschule gebaut und eine Bibliothek eingerichtet.